# Dödförklaring
Dödförklaring är en juridisk term varigenom domstol efter ansökan från anhöriga förklarar en försvunnen  fysisk person såsom avliden.

## Sverige
I Sverige regleras dödförklaring genom lag om dödförklaring (2005:130). Ansökan om dödförklaring får göras av make, sambo eller arvingar varefter arvskifte kan äga rum, om personen inte hörts av på fem år. I de fall där det är fastslaget att personen verkligen är död får Skatteverket självt ansöka om dödförklaring. Nämnden för dödförklaring vid Skatteverket utreder och fattar beslut i vissa frågor om dödförklaringar.
Paragraferna §2 - §5 i lag om dödförklaring anger förutsättningarna för när en försvunnen person kan dödförklaras:
- Om det är utrett att en försvunnen är död ska personen dödförklaras omedelbart.
- Om personen har försvunnit vid en större naturkatastrof, olycka eller liknande och det är hög sannolikhet att personen har dött får ansökan lämnas in direkt.
- Om personen är försvunnen och det med hänsyn till omständigheterna är hög sannolikhet att personen har dött får ansökan om dödförklaring lämnas in ett år efter försvinnandet.
- Om personen har försvunnit kan ansökan inlämnas tidigast fem år efter försvinnandet.

För person som avlidit i annan ordning konstaterar läkare dödsfallet och utfärdar dödsbevis, där detta konstateras med angivande av tid och plats. Denna normala åtgärd skall inte förväxlas med en undantagsåtgärden "dödförklaring".
Efter att en dödförklaring blivit godkänd av Skatteverket så måste den kungöras och träder i laga kraft efter ett halvår (förutom vid naturkatastrofer/stora olyckor, då två månader gäller) om inga andra uppgifter inkommer.
Den 18 februari 2010 beslutade riksdagen om skärpningar i sekretesslagen i samband med dödförklaringar och från och med 1 april 2010 infördes regeln att om Skatteverket får en sekretessreglerad uppgift från en annan myndighet så överförs denna sekretess till Skatteverket. Sekretessen gäller normalt i högst 70 år. Tidigare rådde ingen sekretess när det gällde uppgifter i ärenden om dödförklaring.

### Om ingen ansöker
Det finns ingen skyldighet för anhöriga att ansöka om dödförklaring. Det kan därför dröja mycket länge innan de anhöriga ansöker om dödförklaring om de över huvud taget gör det. Till exempel dödförklarades en person 2011 som varit försvunnen sedan 1944. Ett annat exempel gäller Raoul Wallenberg som bekräftats senast var i livet 1947, och sedermera dödförklarades i oktober 2016. Dödsdatumet stadfästes till 31 juli 1952 eftersom skattemyndigheten menade att sista kända rapporten om att han levde var från 17 juli 1947. I hans fall komplicerades det hela av att han ägde en stor privatförmögenhet.
En del anhöriga väljer att inte göra en sådan ansökan alls. När det kommer till Skatteverkets kännedom att en person inte är bosatt på den ort som finns angiven i folkbokföringsregistret, görs en utredning. Om man inte får kontakt med personen, kan personen registreras som "utan känd hemvist". En person som varit registrerad utan känd hemvist oavbrutet i två år kan avregistreras ur folkbokföringen som obefintlig. Om ingen anhörig ansöker om dödförklaring, så avregistreras alltså ändå personen som obefintlig ur folkbokföringsregistret efter en viss tid.

### Upphävande av dödförklaring
En dödförklaring bygger på antagandet (presumtionen) om att personen är död. Om det senare skulle visa sig att personen lever är dödförklaringen automatiskt ogiltig eftersom den byggt på ett felaktigt antagande. Det gör att någon särskild ansökan om att upphäva en dödförklaring inte behöver göras och några regler för detta inte finns. Däremot finns det i lagen om dödförklaring reglerat hur, i ett sådant fall, den tidigare dödförklarades egendom ska återställas. Om en person som dödförklarats skulle visa sig leva så måste alla som ärvt den dödförklarade återlämna tillgångarna.
Årligen dödförklaras ett tjugotal personer där en större eller mindre osäkerhet råder vad gäller omständigheterna (SFS 2005:130 §3 och §4). Det är ovanligt att kvarlevor återfinns efter en person som dödförklarats, men det händer någon enstaka gång. Det är ännu mer ovanligt att någon av dessa dödförklarade senare visar sig vara i livet (eller ha varit i livet efter tidpunkten för försvinnandet). Om ett sådant fall berättas dock i Göteborgs-Posten onsdagen den 16 december 1959. Om ett annat sådant fall berättas i Borås Tidning 16 mars 1980. Ett mer aktuellt fall uppmärksammades i pressen i september 2008 i samband med att en man som varit bosatt tillsammans med sin MS-sjuka sambo i en campingstuga i Bruzaholm i närheten av Eksjö (troligen felaktigt) påstods ha hållit henne inspärrad mot hennes vilja under lång tid. Mannen hade då sökts av myndigheterna sedan 1995 och dödförklarats 2006. Hans senaste kontakt med någon myndighet över huvud taget hade varit 1982. Eva Mårtensson, dåvarande samordnaren vid nämnden för dödförklaring vid Skatteverket säger i en intervju i samband med fallet 2008 att hon endast känner till ett eller två fall under de senaste tjugo åren när en dödförklarad person senare visat sig vara i livet.